# Pete Buttigieg
Peter Paul Montgomery Buttigieg, detto Pete (AFI: [piːt ˈbuːtədʒədʒ]; South Bend, 19 gennaio 1982), è un politico e ufficiale statunitense, Segretario dei Trasporti sotto l'amministrazione Biden dal 2021 al 2025.
È stato anche sindaco della città di South Bend, in Indiana, dal 2012 al 2020.

## Biografia
Buttigieg è nato a South Bend, Indiana, figlio unico di Joseph Buttigieg e Jennifer Anne Montgomery. Suo padre, che era originario di Malta, aveva studiato per diventare sacerdote gesuita prima di emigrare negli Stati Uniti e intraprendere una carriera come professore di letteratura all'Università di Notre Dame a South Bend. Lo è stato per 29 anni diventando uno degli studiosi più importanti di Antonio Gramsci e traducendo la prima edizione in inglese dei Quaderni del carcere. La famiglia della madre ha vissuto in Indiana per generazioni.

### Prime esperienze
Laureatosi all'Università di Harvard con il massimo dei voti e ottenuto un Master al Pembroke College dell'Università di Oxford, Buttigieg ha lavorato dal 2004 al 2005 presso la società di consulenza strategica dell'ex segretario della difesa William Cohen, impegnandosi anche per la campagna presidenziale di John Kerry per le elezioni del 2004. Successivamente, ha vinto una borsa di studio Rhodes che lo ha portato a Oxford per due anni, dove ha studiato filosofia analitica, politica ed economia, conseguendo una laurea con lode nel 2007. In seguito ha lavorato per tre anni alla McKinsey & Co., la storica società di consulenza manageriale, dove ha lavorato per tre anni su energia, vendita al dettaglio, sviluppo economico e logistica.

### Sindaco di South Bend
Buttigieg è stato eletto sindaco di South Bend l'8 novembre 2011, con il 74% dei voti, diventando il più giovane sindaco di una città degli Stati Uniti con almeno 100.000 residenti. È stato nominato sindaco dell'anno per il 2013 da GovFresh.com, insieme all'ex sindaco di New York Michael Bloomberg.
Nel febbraio 2014 Buttigieg è stato inviato in Afghanistan per sette mesi, in quanto ufficiale dell'intelligence navale nella Riserva della Marina degli Stati Uniti. Durante la sua assenza, fino a ottobre 2014, il suo vice Mark Neal ha assunto l'interim come sindaco.
Nel marzo 2014 il Washington Post ha definito Buttigieg "il sindaco più interessante di cui non si è mai sentito parlare", discutendo sulla sua età, la sua istruzione e il suo trascorso militare. Nel 2016, il New York Times ha pubblicato un editoriale elogiando il lavoro di Buttigieg come sindaco e chiedendosi nel titolo se potesse alla fine essere eletto come "il primo presidente gay".
Il 3 novembre 2015 è stato rieletto sindaco di South Bend con oltre l'80% dei voti. Nel dicembre 2018 Buttigieg ha annunciato che non avrebbe corso per un terzo mandato da sindaco.

### Candidatura presidenziale 2020
Il 23 gennaio 2019, Buttigieg ha annunciato la nascita di un comitato esplorativo per valutare una eventuale candidatura alle primarie del Partito Democratico per le elezioni presidenziali del 2020. Il 14 aprile successivo, ha annunciato ufficialmente la sua candidatura alle primarie nell'ex fabbrica di Studebake, raccogliendo fondi da molti donatori e ottenendo il voto soprattutto degli elettori bianchi. Ha riassunto la sua sfida a Donald Trump in tre parole: "Libertà, sicurezza, democrazia".
Buttigieg si definisce progressista e sostenitore del capitalismo democratico. I punti del suo programma sono: assistenza sanitaria universale con il mantenimento dell'assicurazione privata; dialogo e cooperazione tra il Partito Democratico e le organizzazioni sindacali; controlli universali per gli acquisti di armi da fuoco; politiche ambientali che affrontano l'inquinamento e combattono i cambiamenti climatici che considera "una questione di sicurezza". Sostiene inoltre la legislazione federale che vieta la discriminazione nei confronti delle persone LGBT ed il programma di azione differita per l'arrivo di bambini per gli immigrati.
Il 1º marzo 2020 interrompe la propria corsa per la nomination democratica e annuncia il sostegno a Joe Biden favorendo in questo modo la sua vittoria.

### Presidenza Biden

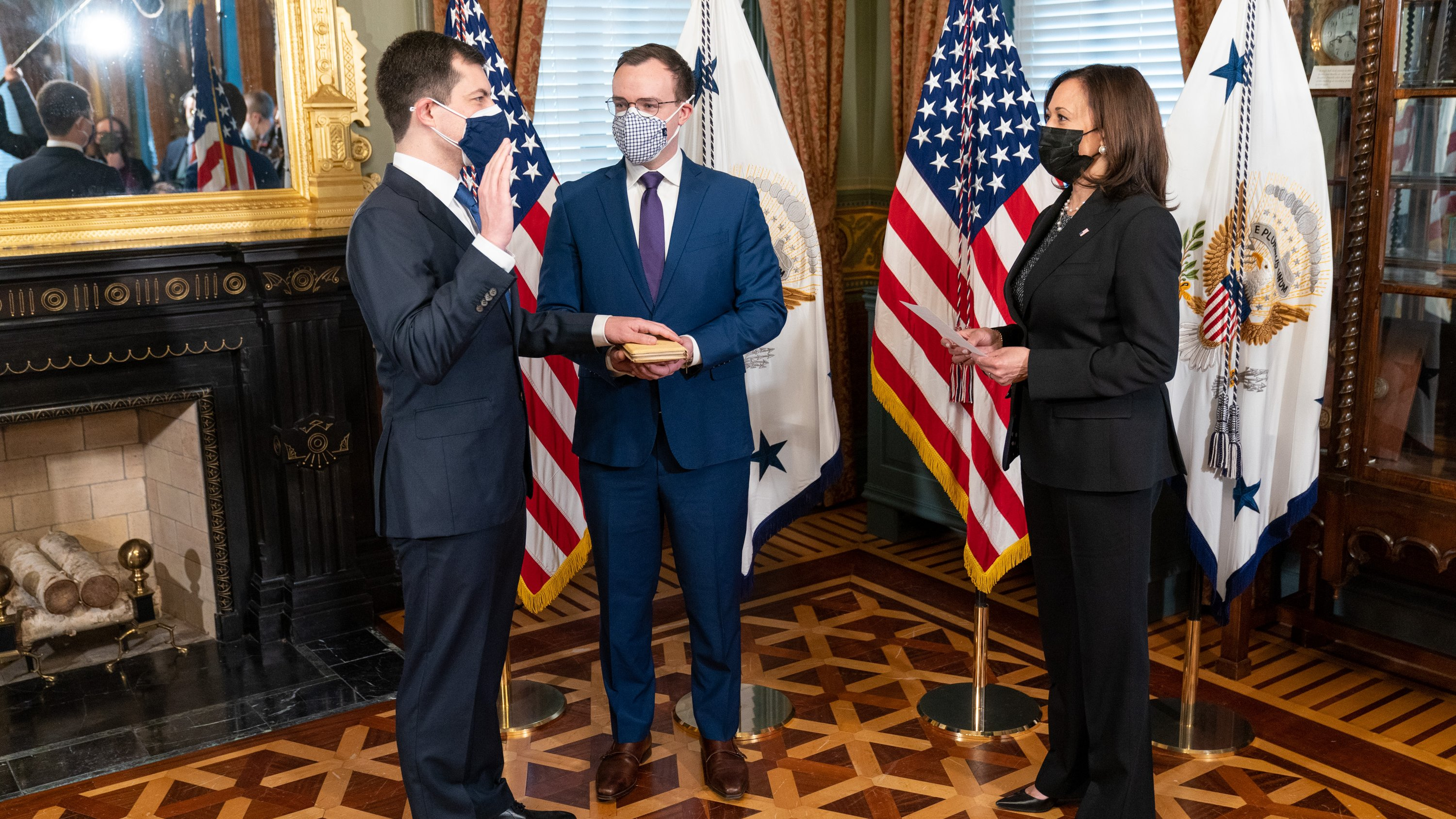
Buttigieg giura come Segretario dei trasporti davanti alla Vice Presidente Kamala Harris, 3 febbraio 2021

Il 15 dicembre 2020 è stato nominato segretario dei trasporti dal presidente eletto Joe Biden nella sua nuova amministrazione. Entra in carica il 3 febbraio 2021 dopo aver ricevuto la conferma del Senato con 86 sì e 13 no, diventando il membro del gabinetto più votato e la prima persona dichiaratamente omosessuale a ricoprire una carica di primo livello nel governo americano.

## Vita privata
Dichiaratosi omosessuale nel 2015, ha sposato tre anni dopo il proprio compagno Chasten Glezman, insegnante in una scuola Montessori: la cerimonia religiosa si è tenuta nella Episcopal Cathedral di St. James a South Bend.
Il 17 agosto 2021 Buttigieg ha annunciato che lui e il marito erano diventati genitori adottando due neonati, Penelope e Joseph.

## Opere
- Shortest Way Home: One Mayor's Challenge and a Model for America's Future, New York, Liveright, 2019 ISBN 978 1631494376